# Clifton Suspension Bridge
Clifton Suspension Bridge är en hängbro över floden Bristol Avon vid Clifton, en förort till Bristol. Bron utformades av Isambard Kingdom Brunel och invigdes 1864. Från bron utfördes världens första moderna bungyjump den 1 april 1979.